# Удине (провинция)
У́дине (итал. Provincia di Udine, вен. Provincia de Ùdine, фриул. provincie di Udin, словен. videmska pokrajina, резьян.Vydänska provinčjä) — бывшая провинция в Венецианской области Италии, в регионе Фриули-Венеция-Джулия. 
Центром провинции был город Удине.

## География
Удине была крупнейшей по площади (6 582 квадратных километра) и населению (на 1896 год 534 547 жителей) провинцией области Фриули-Венеция-Джулия. С севера к провинции примыкали границы Австрии и Словении, на западе — провинция Порденоне, юго-западе — Венеция, востоке — Триест, а на юге — берег Адриатического моря.
На севере провинции тянулись Каринтийские Альпы (гора Колльяно, 2 799 метров), на Юге — группа Премаджиоре, на Востоке — Юлийские Альпы (гора  Брамкофель 2 755 метров и Монте Конин 2 582 метра); остальная часть провинции представляет обширную равнину (Резьянская долина), к югу переходящую в береговое озеро — Марано. Реки летом были бедны водой и образовывали обширные валуны. Из них наиболее значительны именные: Талиаменто с Дегано, Бут и Фелла, Ливенца с Медуной, Стелла и Натизоне (приток Изонцо). Климат был дождливый (ежегодное количество осадков до 1 552 мм).

## История
Не очень много было известно об Удине до того, как она попала под власть Аквилейского патриархата в 983 году. Патриархат не располагался в Удине до XIII века, когда он разместился сначала в замке, а затем — во дворце архиепископа. В 1350 году Австрия вторглась в регион, а в 1420 году Венеция присоединила область к своим владениям, даруя контроль над городом Тристану Саворгнану главе одной из городских семей. Его семья была почти полностью казнена австрийцами за сопротивление и поддержку Венеции.
Владычество Венеции продолжалось до вторжения Наполеона. В 1814 году провинция оказалась под контролем Австрии, но в 1848 году объявила о независимости. Объединение Италии в 1866 году помешало дальнейшему правлению Австрии.
Новое региональное законодательство области Фриули-Венеция-Джулия отменило промежуточный уровень провинций. 22 апреля 2018 года провинция Удине была упразднена. Функции провинции были поделены между областью, коммунами и новосозданными межкоммунальными территориальными союзами (итал. Unione Territoriale Intercomunale), которые однако не совпадают по границам с упразднённой провинцией. Вместо провинции были созданы 10 межкоммунальных территориальных союзов:
| Межкоммунальный территориальный союз (UTI) | итал. название UTI                   | центр                   | коммун | сайт                               |
| ------------------------------------------ | ------------------------------------ | ----------------------- | ------ | ---------------------------------- |
| Каналь-дель-Ферро и Валь-Канале            | UTI del Canal del Ferro - Val Canale | Тарвизио                | 8      | UTI del Canal del Ferro-Val Canale |
| Джемонезе                                  | UTI del Gemonese                     | Джемона-дель-Фриули     | 6      | UTI del Gemonese                   |
| Карния                                     | UTI della Carnia                     | Тольмедзо               | 28     | UTI della Carnia                   |
| Фриули-Централе                            | UTI del Friuli Centrale              | Удине                   | 11     | UTI del Friuli Centrale            |
| Торре                                      | UTI del Torre                        | Тарченто                | 9      | UTI del Torre                      |
| Медио-Фриули                               | UTI Medio Friuli                     | Кодройпо                | 11     | UTI Mediofriuli                    |
| Коллинаре                                  | UTI Collinare                        | Сан-Даниеле-дель-Фриули | 15     | UTI Collinare                      |
| Натизоне                                   | UTI del Natisone                     | Чивидале-дель-Фриули    | 17     | UTI del Natisone                   |
| Ривьера и Басса-Фриулана                   | UTI Riviera - Bassa Friulana         | Латизана                | 12     | UTI Riviera — Bassa Friulana       |
| Агро-Аквилезе                              | UTI Agro Aquileiese                  | Червиньяно-дель-Фриули  | 17     | UTI Agro Aquileiese                |